# 宮保第

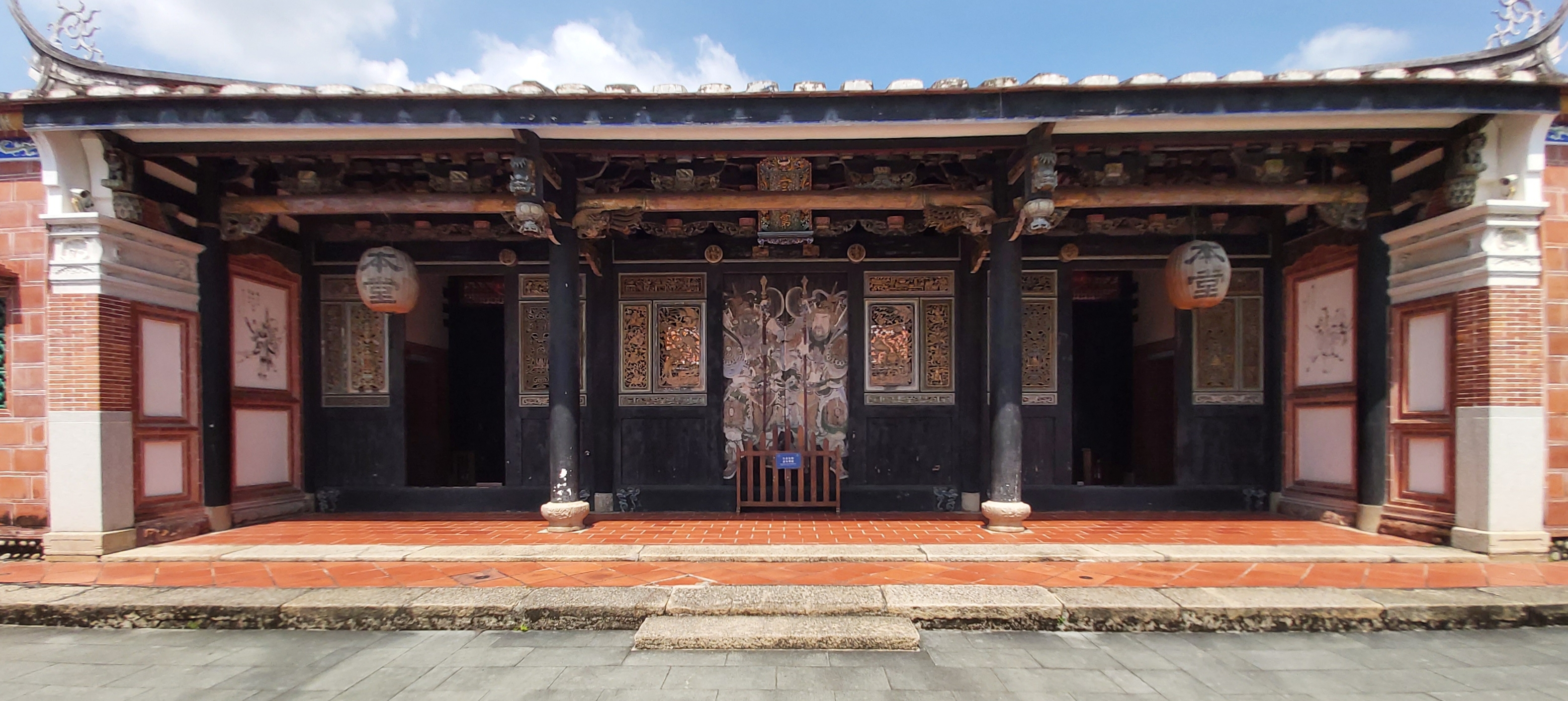
霧峰林家宮保第入口門廳

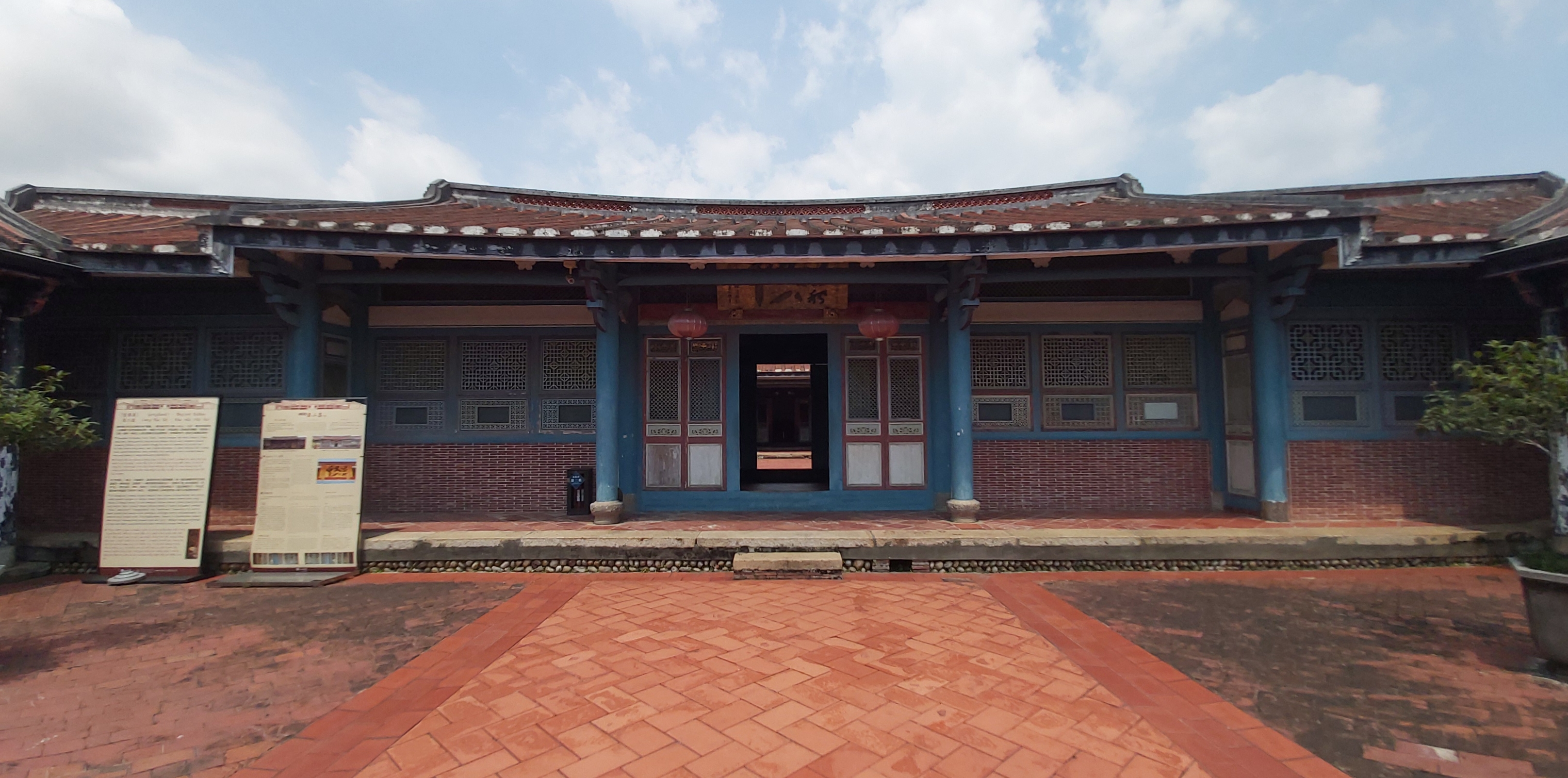
霧峰林家宮保第第二進

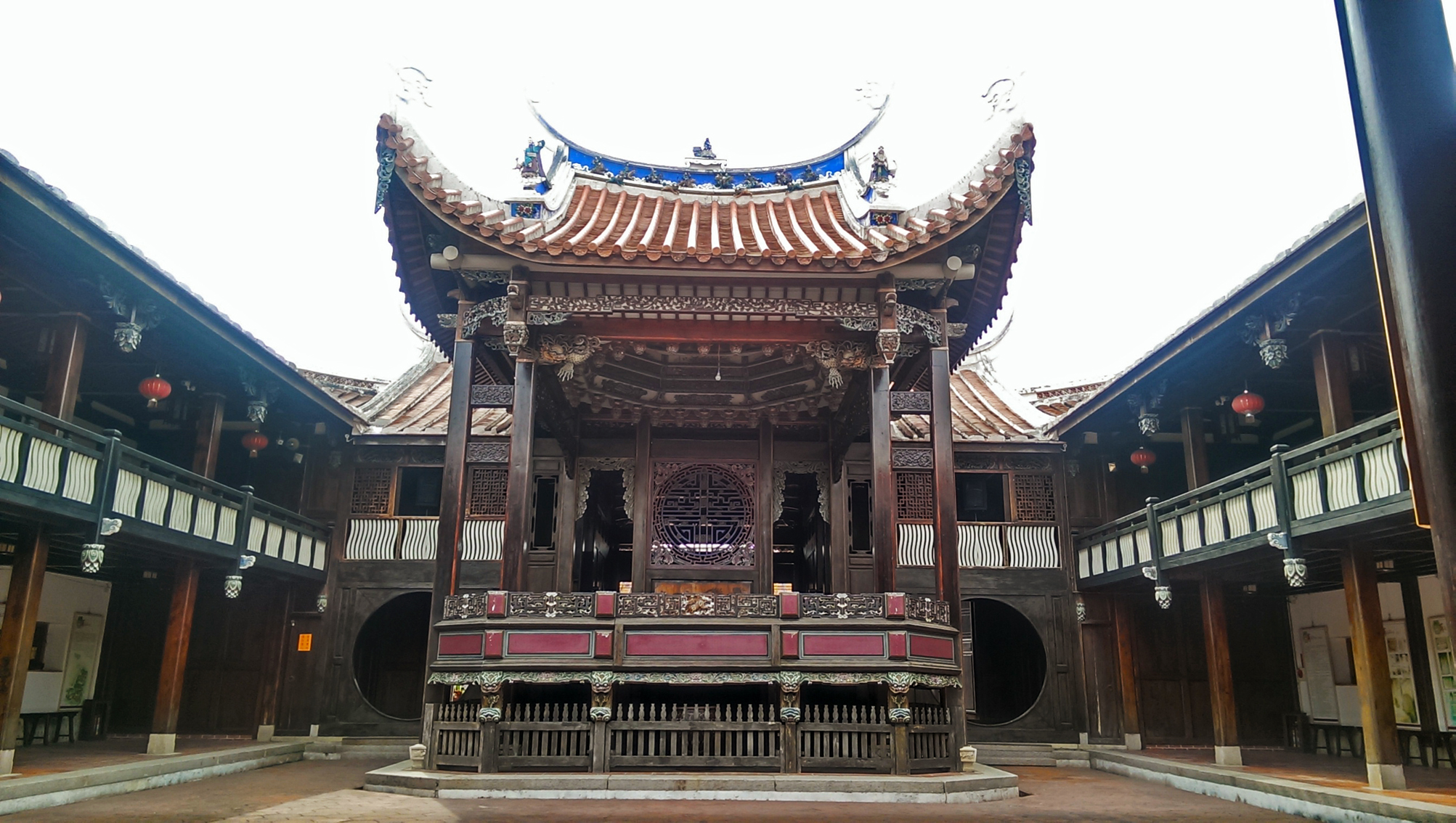
霧峰林家宮保第大花廳

宮保第是中國傳統對皇太子老師住所宅第的稱呼，只有被封為太子太保及太子少保的官員才能用宮保第作為宅第名稱。

## 台灣
在台灣宮保第係指台中霧峰林家宅第下厝所擁有之宅第稱號，此係霧峰林家派下官至福建省水陸提督之林文察所居住宅第的堂號，該宅第是清朝同治皇帝因林文察為國捐軀戰死而追封，也是台灣唯一一座宮保第，此名稱在台灣已專指為霧峰林家下厝之古蹟建築群之專屬名稱。
林家宮保第為台灣現存規模最大的清代官府宅第，興建於1850年代，最早是一座三合院單護龍農村建築，後於1870年-1895年經其長子林朝棟擴建成為面寬十一開間的五落大厝，前三落兼官衙使用，主屋採穿斗式構架，第一進及第五進屋頂採燕尾處理，第四進與第五進間採特殊廊院及穿心亭作法，昔已倒塌或遭誤拆。1999年震毀於九二一大地震中，後於2006年政府展開復建工程，2010年初完工，期間開放文史工作者及機關團體預約參觀，直到2014年2月1日起試營運，始開放一般民眾上網預約參觀。

## 外部連結
- 霧峰林家宮保第園區（页面存档备份，存于）